# 千草ホテル
千草ホテル（ちぐさホテル）は、福岡県北九州市八幡東区にあるホテル。株式会社千草が運営する。

## 概要
1914年（大正3年）に「料亭千草」として創業、官営八幡製鐵所の繁栄もあって、料亭は大いに賑わっていたという。その後1943年に「千草旅館」として旅館業をスタートした。現在でもホテル業およびブライダル業が事業の柱である。客室数は全23室。

## 設備
- ミル・エルブ - フランス料理
- 割烹にしむら - 日本料理
- ダイニングカフェ
- パティスリー ミル・エルブ - 洋菓子（ダイニングカフェ内）

## 関連施設

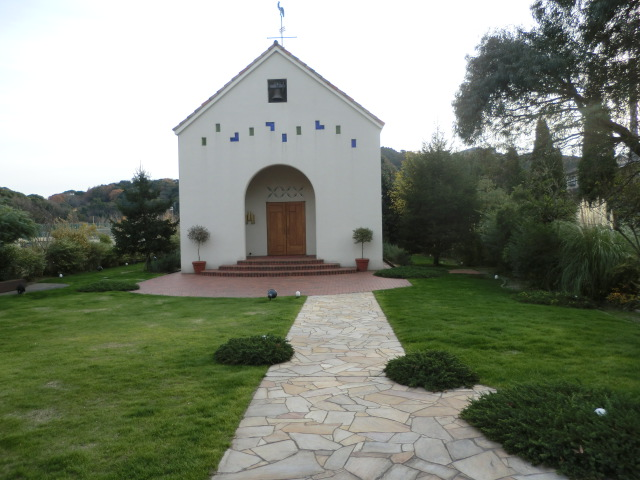
鞘ヶ谷ガーデン 光と風の教会

- 鞘ヶ谷ガーデン 光と風の教会（北九州市戸畑区西鞘ヶ谷町）
  - カフェ･ミュゼ（レストラン、鞘ヶ谷ガーデン内。姉妹レストランが北九州市立美術館内にある）
- 新門司マリーナ 海と太陽の教会（北九州市門司区新門司北）
  - アーネストムーン（レストラン、新門司マリーナ内）
- マリコレ ウェディングリゾート＆レストラン（北九州市八幡東区東田）
- カリーカレット（レストラン、北九州市小倉北区船場町）

## 交通
- 九州旅客鉄道（JR九州）八幡駅より徒歩10分
- 西鉄バス北九州尾倉町バス停・春の町バス停より徒歩各3分